# Фальконес, Ильдефонсо
Ильдефонсо Фальконес де Сьерра (исп. Ildefonso Falcones de Sierra; 1959, Барселона) — испанский писатель.
По профессии Фальконес адвокат и руководит своей конторой в Барселоне. Его основная профессиональная деятельность оказалась сопряжённой со средневековой историей права Каталонии. В результате пятилетнего труда на свет появился его дебютный исторический роман «Собор Святой Марии» (исп. La Catedral del Mar — дословно «Собор у моря»), действие которого происходит в средневековой Барселоне на фоне строительства знаменитой церкви Санта-Мария-дель-Мар.
Тираж романа Фальконеса с момента его появления в конце 2006 года составил два миллиона экземпляров. «Собор Святой Марии» был переведён в более чем 30 странах.